# Landwehr (település)
Landwehr település Németországban, azon belül Alsó-Szászország tartományban. Lakosainak száma 552 fő (2014. január 2.).

## Népesség
A település népességének változása:

| 2014 | 552 |